# Garra wanae
Garra wanae är en fiskart som först beskrevs av Regan, 1914.  Garra wanae ingår i släktet Garra och familjen karpfiskar. Inga underarter finns listade i Catalogue of Life.